# Shazza McKenzie
Pour les articles homonymes, voir Allison et McKenzie.
Chantelle Allison (née le 5 août 1988 à Sydney) est une catcheuse australienne connue sous le nom de ring de Shazza McKenzie. Elle travaille dans diverses fédérations en Australie, aux États-Unis et en Grande-Bretagne. Au cours de sa carrière, elle remporte une fois le championnat Heart of Shimmer de la Shimmer Women Athletes.

## Jeunesse
Chantelle Allison est la fille d'un professeur d'informatique et d'une secrétaire. Elle devient fan de catch à l'adolescence et cite Trish Stratus comme étant la catcheuse ayant influencé son choix de devenir catcheuse.

## Carrière de catcheuse

### Débuts en Australie

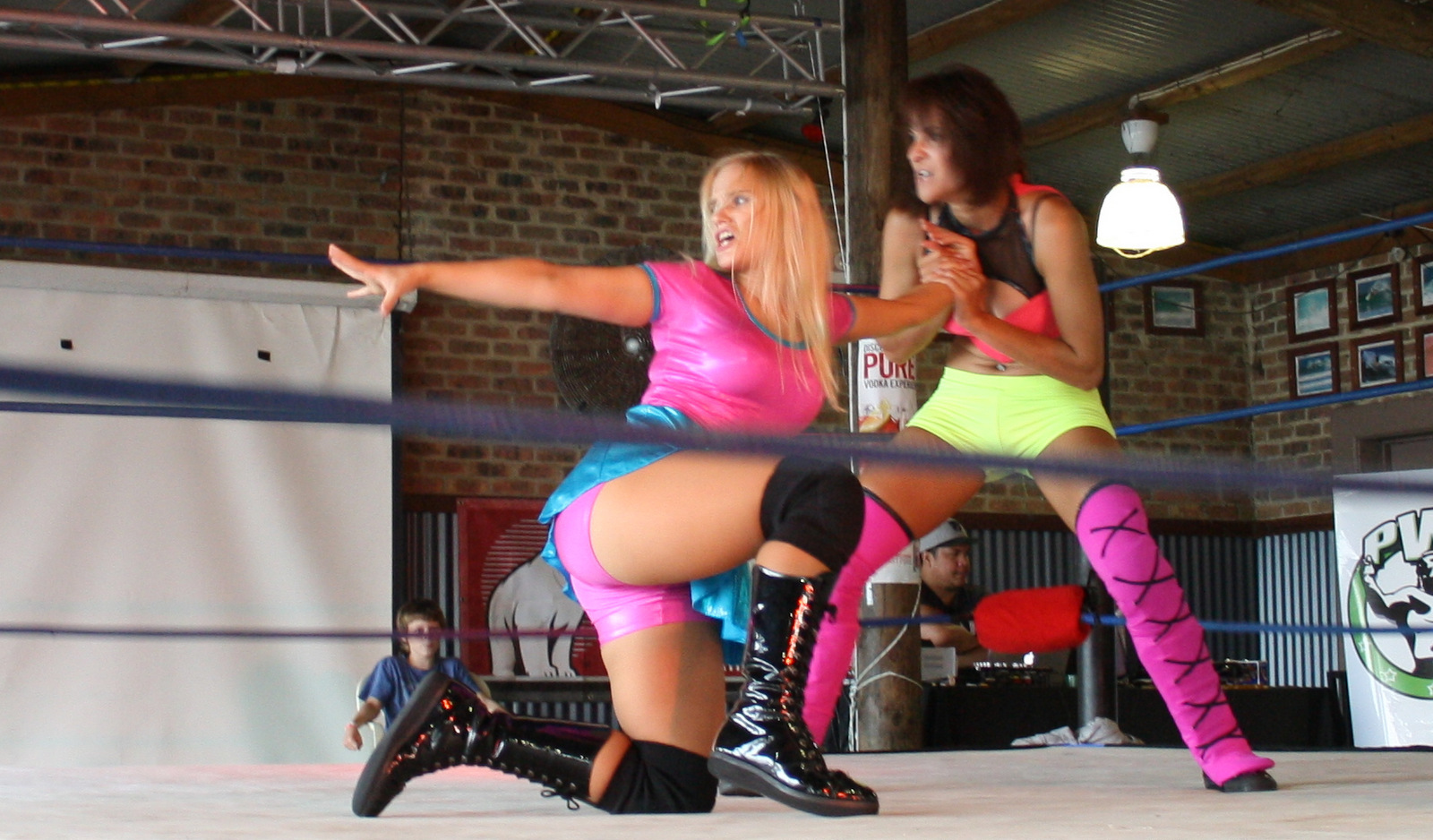
Shazza McKenzie affrontant Evie en 2013.

En 2007, Chantelle Allison s'entraîne pour devenir catcheuse à l'école de catch de l'Australasian Wrestling Federation (AWF), une fédération de catch de Nouvelle-Galles du Sud. Un an plus tard, elle apparaît comme manager  dans les spectacles de catch de l'AWF avant de faire ses débuts sur le ring en septembre. Le 8 novembre, elle remporte le championnat féminin de l'Insane Championship Wrestling (ICW) après sa victoire face à Alison Wonderland,. Elle rend ce titre le 5 juin 2009.
Courant 2009, elle retourne à Sydney et lutte à la Professional Wrestling Alliance où elle est la rivale de Jessie McKay. Elle lutte aussi dans le Queensland à la Pro Wrestling Alliance Queensland. Elle continue à travailler dans diverses fédérations de catch australienne jusqu'en 2012,.

### Shimmer Women Athletes(2012-...)
Le 4 mars 2012, la Shimmer Women Athletes annonce que Shazza McKenzie va lutter durant les enregistrements des prochains spectacles du 17 au 18 mars. Le 17 mars, elle fait équipe avec Veda Scott (en) et elles perdent un match par équipe face à Melanie Cruise et Mena Libra.
Le 13 avril 2013 durant SHIMMER 55, elle et Veda Scott (en) battent par disqualification Portia Perez et Nicole Matthews dans un match pour le championnat par équipe de la SHIMMER après que Pérez et Matthews ont frappé leurs adversaires à la tête avec les ceintures.

## Palmarès
- Insane Championship Wrestling (ICW)
  - 1 fois championne féminine de l'ICW[6]
- Professional Wrestling Alliance / Pro Wrestling Australia / PWA Black Label (PWA / PWWA)
  - 2 fois championne de la PWWA[11]
  - 1 foi championne par équipes de la PWA avec Big Fudge[12]
- Shimmer Women Athletes
  - 1 fois championne Heart of Shimmer[13]

## Récompenses des magazines
- Pro Wrestling Illustrated
  - Classée 442e du classement PWI 500 en 2022[14]

| Année | 2017 | 2018 | 2019 | 2020 | 2021        | 2022 | 2023 | 2024 |
| ----- | ---- | ---- | ---- | ---- | ----------- | ---- | ---- | ---- |
| Rang  | 28   | 40   | 38   | 62   | Non classée | 62   | 88   | 49   |